# Hippolyte Etchebéhère

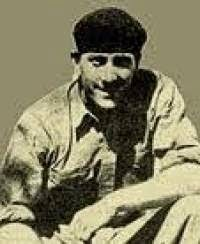
Hippolyte Etchebehere

Hippolyte Etchebéhère, Kampfname Juan Rustico, (1900 – 16. August 1936 in Sigüenza, Zentralspanien) war ein argentinischer Revolutionär. Er kämpfte und fiel im Spanischen Bürgerkrieg.

## Leben und Werk
Er entstammte einer französischen Familie, die nach Argentinien emigriert war. Während des Studiums des Ingenieurswesens an der Universidad de Buenos Aires engagierte er sich in linken Kreisen. Er gehörte der Gruppe Insurrexit an und lernte Mika Feldman (1902–1992) aus Moisés Ville kennen, die seine Partnerin und später seine Ehefrau wurde. Sie entstammte einer russisch-jüdischen Familie und war seit früher Jugend in anarchistischen und kommunistischen Kreisen aktiv. In Buenos Aires studierte sie Zahnmedizin. 1924 traten beide dem Partido Comunista, der  Kommunistischen Partei Argentiniens, bei, wurden jedoch bereits 1926 wegen anarchistischer und trotzkistischer Ansichten ausgeschlossen. 1931 ging das Paar nach Europa, zuerst nach Madrid und Paris, wo er Kontakt fand zu René Lefebvre (1902–1988), Angelo Tasca (1892–1960) und Lucien Laurat (1898–1973). Laurat hieß eigentlich Otto Maschl und war ein Marxist aus Wien. Gemeinsam kümmerten sich die beiden Revolutionäre um die Korrekturen einer Neuausgabe des Marx’schen Kapitals im Verlag Editorial Costes. 1932 gingen Hippolyte Etchebéhère und seine Frau nach Berlin, wo sie sich mit dem Trotzkisten Kurt Landau austauschten, zeitweilig dessen Weddinger Gruppe angehörten und wo sie den Niedergang der deutschen Linken und den Aufstieg der NSDAP aus nächsten Nähe beobachten konnten. Im Juni 1933 kehrte das Ehepaar nach Paris zurück. Der Revolutionär veröffentlichte zwei Artikel in der Zeitschrift Masses unter dem Pseudonym Juan Rustico, die später als Broschüre mit dem Titel Die Tragödie des deutschen Proletariats gedruckt wurden, mit einem Vorwort von Fernand Levert. Die Texte erschienen auch auf Italienisch unter dem Titel La resistibile ascesa di Adolf Hitler (Der aufhaltsame Aufstieg des Adolf Hitler). Seit ihren Anfängen im Jahr 1934 beteiligte er sich an der Gruppe Que faire?, die von Kurt Landau und André Ferrat (1902–1988) etabliert wurde. Das Ehepaar befreundete sich weiters mit dem Ehepaar Alfred und Marguerite Rosmer.
Im Juli 1936 gingen die Etchebéhères nach Madrid, sie schlossen sich dem militärischen Arm der POUM, der Arbeiterpartei der Marxistischen Einheit, an. Diese war 1935 gegründet worden, sie bildete den Zusammenschluss der trotzkistischen Linken (Izquierda Comunista) um Andreu Nin und Juan Andrade mit dem Arbeiter- und Bauernblock (Bloque Obrero y Campesino) um Julián Gorkin und Joaquín Maurín. Hippolyte Etchebéhère publizierte auch in Spanien, nunmehr in La Batalla, wiederum unter dem Pseudonym Juan Rustico. Er wurde Anführer einer motorisierten Einheit, fiel jedoch bereits am 16. August 1936 im Spanischen Bürgerkrieg.
Daraufhin griff die Witwe zur Waffe. Sie nahm bis Juni 1938 an vorderster Front an den Kämpfen teil, von ihren Genossen zur Kommandantin gewählt. Als Frauen von der Front abgezogen wurden, gab sie Alphabetisierungskurse. Ihr gelang die Flucht nach Frankreich. Die Zeit des Zweiten Weltkriegs verbrachte sie in Argentinien, 1946 kehrte sie nach Frankreich zurück, arbeitete erneut mit den alten Kampfgenossen im Cercle Zimmerwald zusammen und veröffentlichte 1975 ihre Autobiografie.

## Publikation
- 1933, la tragédie du prolétariat allemand : défaite sans combat, victoire sans péril, (deutsch 1933, die Tragödie des deutschen Proletariats: kampflose Niederlage, gefahrloser Sieg), Paris : R. Lefeuvre, 1981 OCLC 417424779